# Toledo (Iowa)
Toledo è un comune (city) degli Stati Uniti d'America e capoluogo della contea di Tama nello Stato dell'Iowa. La popolazione era di 2 341 abitanti al censimento del 2010.

## Geografia fisica
Toledo è situata a 41°59′36″N 92°34′45″W (41.993281, -92.579067).
Secondo lo United States Census Bureau, ha un'area totale di 2,30 mi² (5,96 km²).

## Storia
Toledo venne fondata nel 1853 come capoluogo della contea di Tama. Deve il suo nome all'omonima città nell'Ohio. Toledo fu incorporata come città nel 1866.

## Società

### Evoluzione demografica
Secondo il censimento del 2010, la popolazione era di 2 341 abitanti.

### Etnie e minoranze straniere
Secondo il censimento del 2010, la composizione etnica della città era formata dall'83,47% di bianchi, l'1,07% di afroamericani, il 5,77% di nativi americani, lo 0,64% di asiatici, il 4,27% di altre razze, e il 4,78% di due o più etnie. Ispanici o latinos di qualunque razza erano l'11,41% della popolazione.